# Helikopterski rotor
Helikopterski rotor je rotirojača naprava sestavljena iz več krakov (listov). Rotor proizvaja vzgon za letenje, potisk za let naprej in služi tudi kot krmilo po višini in nagibu, pri helikopterjih z več rotorji pa tudi kot smerno krmilo. Pri konvencionalnih helikopterjih z enim glavnim rotorjem se za smerno krmilo uporablja repni rotor, repni rotor služi tudi za izenačevanje zasučnega momenta glavnega rotorja. 
Vpadni kot krakov rotorja se po navadi spreminja z napravo imenovano "swashplate" (odmična plošča). Ko se helikopter vzpenja, se poveča vpadni kot vseh krakov hkrati ("kolektiv"). Ko pa se helikopter nagiba npr. v levo, se poveča vpadni kot na desni strani in zmanjša na levi strani rotorja. 
Starejše in manjše helikopterje poganjajo batni motorji (predelani letalski motorji), za večje in bolj sposobne pa se uporablja turbogredni motor, ki so lažji in razvijao večjo moč. Motor poleg glavnega rotorja poganja tudi repni rotor. Repni rotor porablja okrog 10% moči motorja. 
V primeru odpovedi motorja lahko helikopterji pristanejo s avtorotacijo. Ko se helikopter po odpovedi motorja premika skozi zrak, se začne rotor za vrteti in tako lahko pilot varno pristane.
Največja potovolna hitrost je helikopterjev je okrog 400 km/h. Omejitev pri velikih hitrostih je vrij na nazaj premikajočem se kraku (RBS). Konice krakov rotorja se tudi ne smejo premikati hitreje od zvoka. Žirodin helikopterji (npr. Eurocopter X3 uporabljajo propelerje za večjo potovalno hitrost in krilca pri straneh, ki proizvajajo del vzgona. Tako razbremenijo glavni rotor in zmanjšajo verjetnost RBS. 
Tiltrotor Bell Boeing V-22 Osprey ima gibljive rotorje, zrakoplov se v letu spremeni iz helikopterja v turboropelersko letalo in tako lahko leti precej hitreje kot navadni helikopterji.
Premer rotorja na transportnem helikopterju Mil Mi-6 je 35 metrov, največji kdajkoli zgrajen helikopterji Mil V-12 je imela dva rotorja s premerom 35 metrov. Trenutno je največji Mil Mi-26 s premerom 32 metrov. Lahki športni helikopter Robinson R22 ima premer rotorja 7,67 metra.

## Konfiguracije rotorjev
- En glavni rotor in repni rotor - najbolj pogosto uporabljana konfiguracija, obstajajo pa tudi izvedbe samo z enim glavnim in brez repnega rotorja (npr. NOTAR)

Izvedbe z dvema rotorjema, ki se vrtita v nasprotnih smereh, ni repnega rotorja
- Koaksialna rotorja, ki se vrtita v nasprotnih smereh
- Sinhropter, rotorja se vrtita v nasprotnih smereh, vendar sta nameščena
- Tandem rotorjev
- Transverzna rotorja

- Kvadkopter uporablja za razliko štiri rotorje.

## Različne izvedbe rotorjev
- Rigidni, "togi" (ang. Rigid)
- Polrigidni, "polgtogi" (ang. Semi-Rigid)
- Povsem zgibljivi (ang. Fully articulated)
- Kombinacija